# 아말라
아말라(요루바어: àmàlà)는 마가루, 카사바가루, 플랜틴가루 등로 만든 스왈로이다. 나이지리아의 요루바족 음식으로, 에구시 수프 등과 함께 주식으로 먹는다.

## 만들기
마나 카사바, 또는 플랜틴 등을 껍질 벗기고 씻어 말려 가루로 만든 뒤, 끓는 물에 넣어 저으며 익히다가, 물을 필요한 만큼씩 더 넣으면서 반죽해가며 익혀 만든다.

## 종류
- 아말라 이수(요루바어: àmàlà isu): 마가루로 만든다.
- 아말라 라풍(요루바어: àmàlà láfún): 카사바가루로 만든다.
- 아말라 오게데(요루바어: àmàlà ọ̀gẹ̀dẹ̀): 플랜틴가루로 만든다.

## 같이 보기
- 라풍
- 이양
- 악푸
- 에바
- 코콘테
- 투워